# Antoine Magnin
Antoine Magnin (Trévoux, 15 febbraio 1848 – Beynost, 15 aprile 1926) è stato un botanico e medico francese.

## Biografia
Servì come medico presso l'Hôpitaux de Lyon, in seguito fu professore di botanica presso l'facoltà di medicina a Lione. Dal 1881 al 1884 fu direttore del Jardin Botanique de Lyon, situato nel Parco della Tête d'Or. In seguito, si trasferì presso l'Università di Besançon, dove fu nominato preside della  facoltà di scienze.
Dal 1873, fu membro della Société d'études scientifiques de Lyon e della Société linnéenne de Lyon. Nel 1908 fu nominato presidente della Société botanique de France.
Fu autore di centinaia di articoli scientifici, dei quali 64 devono essere ancora pubblicati nella Annales de la Société Botanique de Lyon. Il genere di lichene Magninia (sinonimo Lecanora, famiglia  Lecanoraceae) fu chiamato in suo onore.

## Opere principali
- Les lichens utiles, 1877; – Useful lichens.
- Les bactéries, 1878; tradotto in inglese con George Miller Sternberg (1838-1915) col titolo The Bacteria (1880).
- Recherches sur la géographie botanique du Lyonnais, 1879;
- Claret de La Tourrette, sa vie, ses travaux, ses recherches sur les lichens du Lyonnais, d'après ses ouvrages et les notes inédites de son herbier, 1885;
- Observations sur la flore du Jura et du Lyonnais, 1894;
- Monographies botaniques de 74 lacs jurassiens : suivies de considération générales sur la végétation lacustre, 1904;
- Charles Nodier, naturaliste : ses oeuvres d'histoire naturelle, 1911;
- Les Lortet, botanistes lyonnais; particulièrement Clémence, Pierre et Louis Lortet et le botaniste Roffavier, 1913.[5]